# Svastika

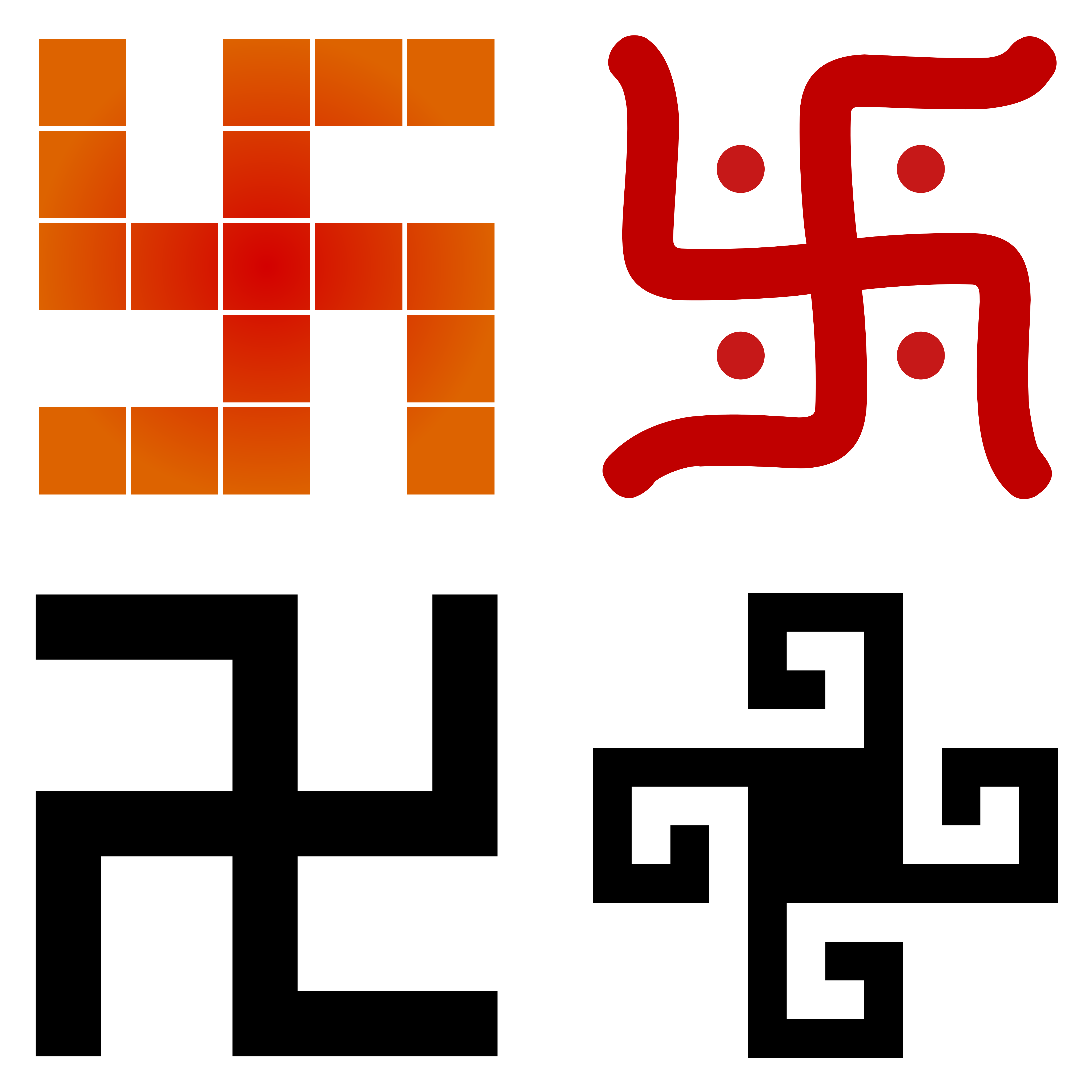
Svastikan är en symbol som återfinns i olika kulturer och sammanhang, med olika betydelser. Svastikan framställs också på många olika sätt.

Svastika (av sanskrit: स्वस्तिक; sú + ásti-ka, ungefär: välbefinnare), på svenska ofta kallad hakkors (av tyska: Hakenkreuz), annars även benämnt fylfot eller gammadion, är en förhistorisk symbol i form av ett likarmat kors vars armar är lika långa och böjda som hakar åt samma håll, antingen medurs (卐) eller moturs (卍), vilken används världen över med mindre modifikationer för olika syften, exempelvis symboliskt, teologiskt, ornamentaliskt och magiskt.
Fylfot och gammadion avbildas traditionellt med kortare hakar än armar medan svastikan och hakkorset ibland anges särskiljas genom att ha lika långa armar som hakar. Moderna hakkors avbildas traditionellt med vinkelräta hakar men äldre varianter förekommer även med böjda hakar. Den motursvända varianten kallas ibland sauvastika i vissa delar av Asien.
Svastikan är en urgammal symbol som förekommit i kulturer i alla världsdelar utom Oceanien, och bland mycket annat symboliserat solen eller lycka. Sedan det Nationalsocialistiska tyska arbetarepartiet i början av 1920-talet tog den högervända sneda svastikan () som sin symbol har svastikan i helhet blivit starkt förknippad med nationalsocialism, framförallt i västvärlden, medan den i många andra delar av världen (även) fortsätter att bära sin lokala, äldre, symbolik.

## Etymologi och synonymer
- Svastika kommer från sanskrit (Devanāgarī: स्वस्तिक; sú + ásti-ka) och är ett substantivt diminutiv av ungefär "välbefinnelse" och kan översättas till ungefär "välbefinnare" eller "frambringare av välgång".[2]

- Hakkors kommer i rak översättning från tyskans Hakenkreuz, och nämns för första gången dokumenterat i Svensk ordbok 1866.[3][1]

- Fylfot eller fyllfot kommer från medelengelska, vars ursprung är inte helt klart. Under 1800-talet menade engelska antikvarier att begreppet kom från att symbolen användes för att "fylla" utrymmet längst ned i "foten" på medeltida kyrkoglas. Detta antagande baseras på en rad i en 1500-talstext.[4] Andra förslag är att uttrycket är äldre och kommer från anglosaxiskans fower foot ("fyrfot" eller "flerfot") eller fornnordiskans fiël fotr/fiöl fotr ("flerfot").[5][6]

- Gammadion kommer från klassisk grekiska och är ett diminutiv av gamma (ungefär "gammaling") och hänvisar till den grekiska bokstaven gamma, Γ, eftersom symbolen kan konstrueras av fyra stycken sådana, omväxlande vridna i 90 graders vinkel. Symbolen kallas därför även tetragammadion, där tetra är det grekiska ordet för fyra.[7] Även balkkors (tyska: balkenkreuz) har kallats gammadion eftersom även de består av gammatecken, då med krökarna mot korsningen där tomrummet emellan tar formen av ett kors.

## Den asiatiska svastikan

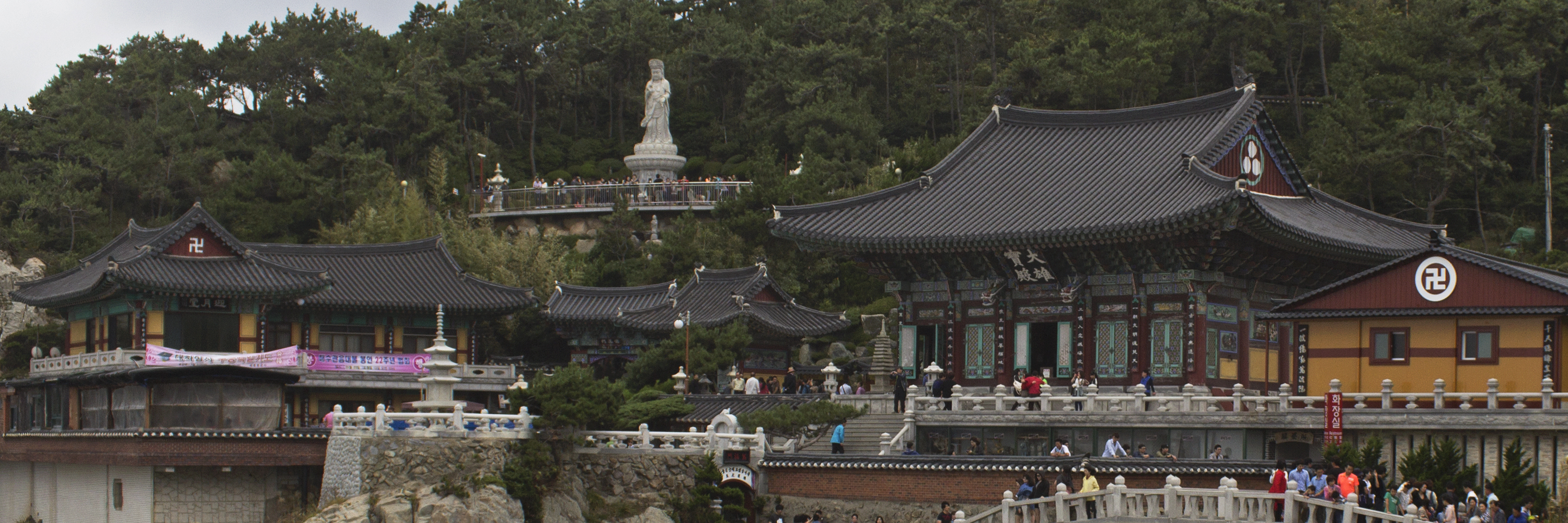
Templet Haedong Yonggungsa nära staden Busan, Sydkorea, dekorerat med sauvastikor (motursvridna svastikor) vid två av gavelspetsarna (se vänster samt höger husgavel).

Svastikan har mångtusenåriga traditioner i delar av Asien, bland annat i Indien och Japan, och är alltjämt populär där. I indisk, persisk och armenisk  kultur är den en uråldrig symbol för solen samt Mithra. Den förekommer som heraldiskt vapen för flera japanska adelsätter. Den används likaså inom hinduismen och den tibetanska religionen som ett lyckotecken.
I Indien är den medurs vridna svastikan vanligast, medan den moturs vridna varianten är vanligast i Kina, Korea och Japan, där den bland annat symboliserar buddhistiska tempel på kartor, på samma sätt som det latinska korset symboliserar kristna kyrkor. På kinesiska (mandarin) kallas den wàn, på japanska för manji.
I traditionell hinduisk kultur skiljer man mellan svastika (medurshakkors) och sauvastika (moturshakkors). Svastikan är en solsymbol och imiterar solens lopp över himlen (på norra hemisfären från öst till väst) medan sauvastikan symboliserar natten och krafter som förknippas med mörker, ibland med den skräckinjagande gudinnan Kali.

## Amerika
I Mayakulturen användes svastikan som en symbol för solens årliga kretslopp.

## Den europeiska svastikan
Som andra enkla symboler har svastikan uppstått och använts inom flera historiska kulturer oberoende av varandra, i Europa exempelvis inom den minoiska kulturen. Fynd på brukskeramik har också gjorts på det europeiska fastlandet, bland annat kring floden Donau, och även så långt norrut som Nydam mose på södra Jylland i Danmark. I Nordeuropa är den ganska vanlig på föremål från folkvandringstid och förekom under den efterföljande Vendeltiden på brakteater. Sæbøsvärdet bär en svastika och symbolen förekommer på ett antal danska runstenar. I fynden från Sutton Hoo förekommer även svastikor.
Svastikan påträffades under de arkeologiska utgrävningarna av det historiska Troja på 1870-talet. Här kom den – i romantikens anda – att på lösa grunder kopplas samman med de så kallade arierna, ett folk från det nuvarande Iran, som ett specifikt indoeuropeiskt tecken. Det framkastades en rad teorier om svastikans betydelser. Enligt vissa skulle den vara en tursymbol, medan andra vill koppla den till asatron och för fram tankar på svastikan som symbol för såväl Oden som Tor. Man förde även fram tolkningar av svastikan som en solsymbol besläktad med bronsålderns solkors.

## Modern tid
Uppmärksammandet av symbolen under 1800-talet ledde till ett starkt intresse för folkkonst med svastikor. Svastikan har som en enkel geometrisk symbol varit vanlig som bomärke, och också varit vanligt förekommande på textila vävnader. Nu ville man gärna spåra en uråldrig fornnordisk symbolik i förekomsten av dessa svastikor.
I Finland inkomponerades en svastika i Frihetskorsets orden. Detta gjordes i samarbete mellan Akseli Gallen-Kallela och Gustaf Mannerheim. De äldsta utkasten på ett utförande med svastika härrör från februari 1918, men Akseli Gallen-Kallela hade även använt svastikan i sin konst tidigare. 
Som symbol för ljus och lycka användes svastikan av den svenske greven Eric von Rosen bland annat som igenkänningsmärke och emblem på ett flygplan som han skänkte till Finlands flygvapen 1918. Denna symbol kom sedan att användas som igenkänningstecken på det finländska flygvapnets plan ända fram till efter andra världskriget. I finsk efterföljd kom också det lettiska flygvapnet 1919 att införa svastikan som sin symbol. 
I Sverige användes fram till 1933 en svastika som logotyp för det elektrotekniska företaget ASEA. Företagets VD beslutade då att ta bort den på grund av associationerna med Nazityskland. Svastikan har även använts som kartsymbol i svenska kartverk som symbol för kraftverk.
Under perioden före nazisternas frammarsch användes svastikan också som utsmyckning på många offentliga byggnadsverk, bland annat är den vanlig i friser och mosaiker. Svastikor kan (2008) i Sverige beskådas bland annat på Stockholms stadion och Chinateatern i Stockholm, men då i kinesisk/asiatisk efterföljd [källa behövs].
Från 1880-talet använde Völkische Bewegung i Tyskland ibland hakkorset som en av många symboler, men ända fram till 1910-talet var det framför allt Torshammaren som kunde ses som samlingstecken för antisemitiska rörelser. I Tyskland komponerade Adolf Hitler 1920 Nationalsocialistiska tyska arbetarepartiets (NSDAP) fana och infogade ett snedställt svart högervingat hakkors på en med rött omgiven vit cirkelyta. Den var 1935—1945 den tyska riks- och nationalflaggan. Sedan nazisterna hade tagit makten i Tyskland blev svastikan direkt associerad med landet och försvann allteftersom från alla andra kulturella sammanhang i Europa och Amerika. Om man offentligt visar upp svastikan i Sverige idag kan det till exempel räknas som förargelseväckande beteende eller falla under lagen om hets mot folkgrupp, och därmed vara straffbart. Förbud mot symbolen finns i Tyskland, och Österrike.
Den raëliska rörelsens symbol är en kombinerad svastika och davidsstjärna. 1991 togs svastikan ur symbolen till förmån för en rundare form, men 2007 infördes svastikan igen. Rörelsen har aktiverat sig mot förbud mot svastikan i olika länder.

## Galleri

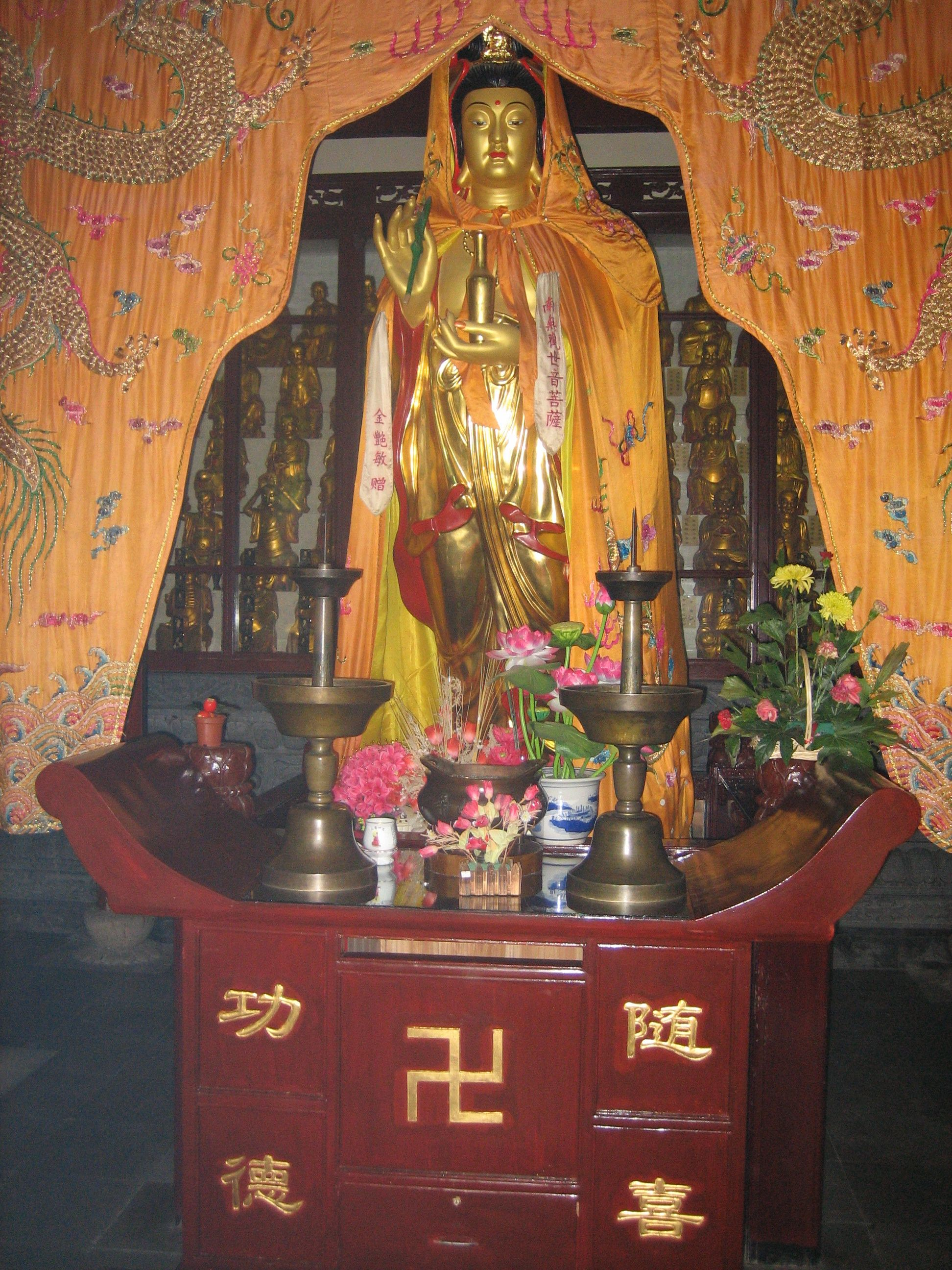
Moturs vriden svastika under buddhistisk staty i Fengqiao garden i Suzhou, Kina
Tredje rikets (Nazitysklands) nationsflagga med snedställd svastika
Ryska fascistpartiets symbol.
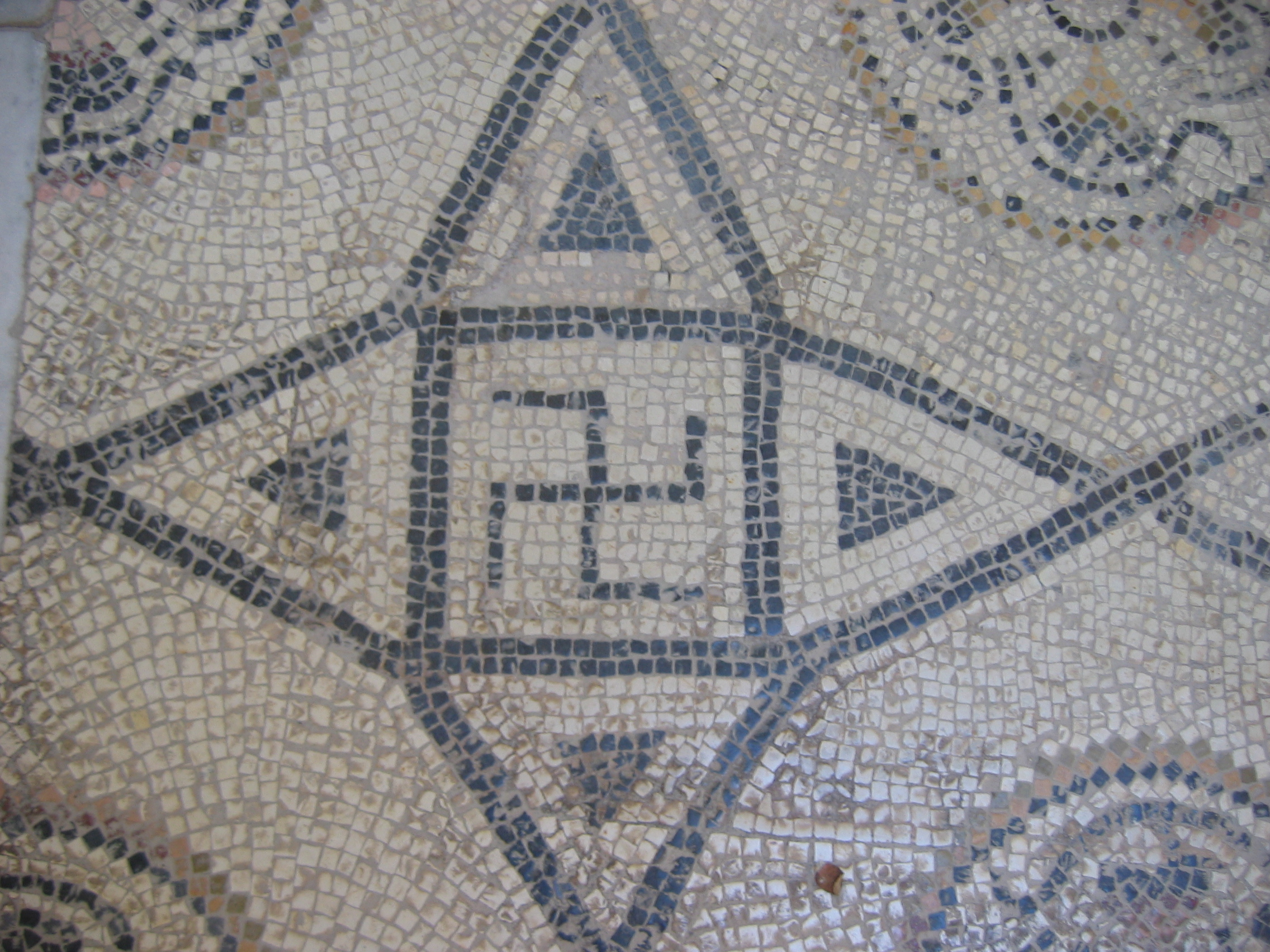
Moturs svastika från 100-talet e.Kr. i Sousse i Tunisien
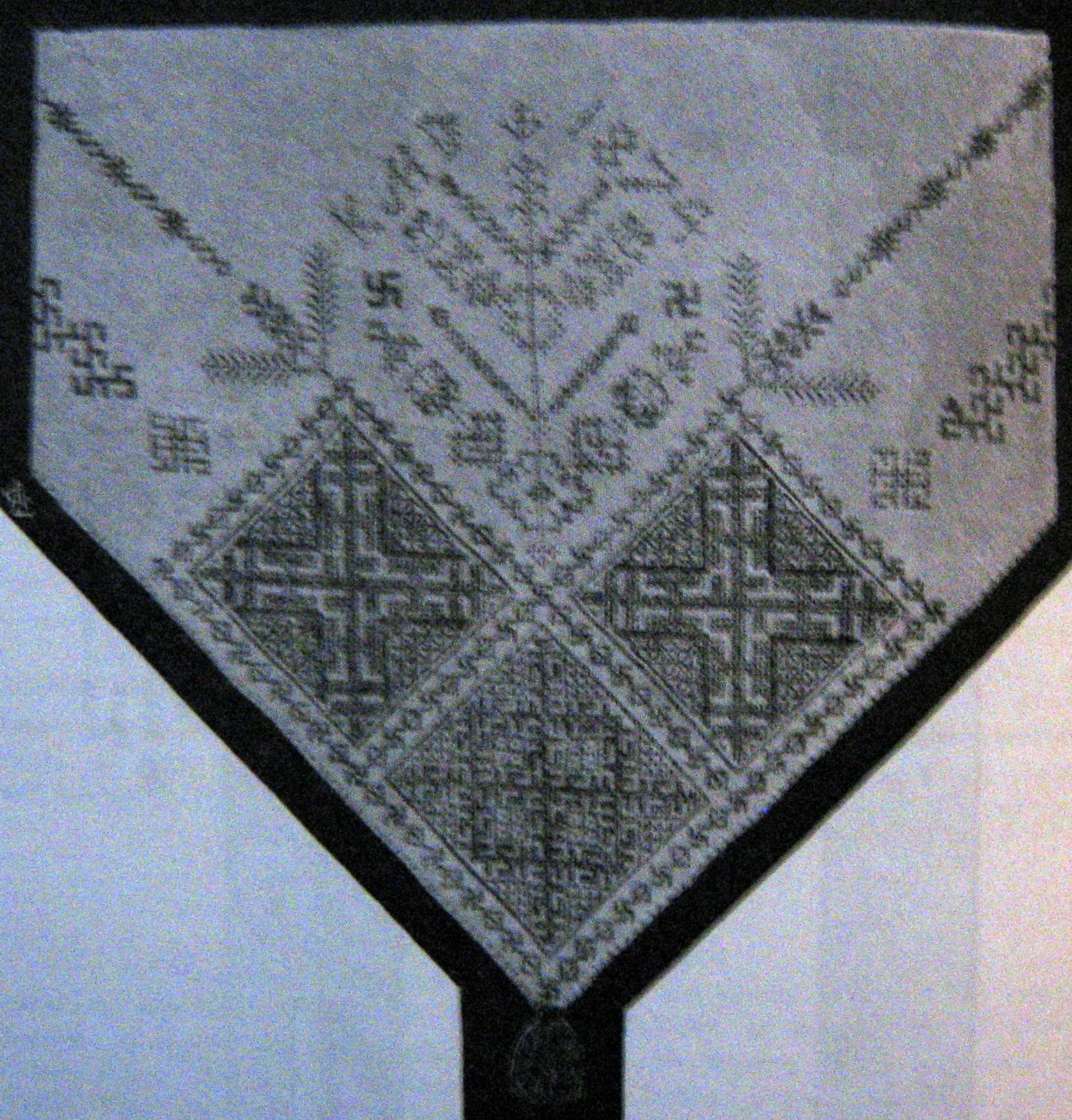
En medurs och en moturs vriden svastika på "Tupphalsklä" från Leksands socken, daterat 1874
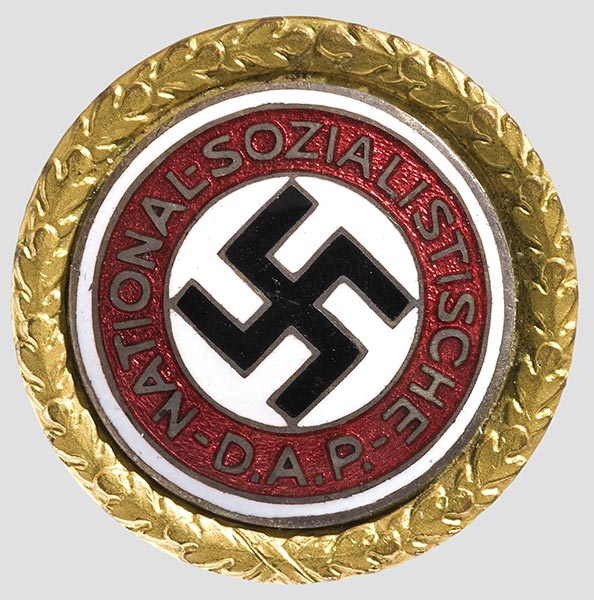
Partimärke för Nationalsocialistiska tyska arbetarepartiet
ASEA:s logotyp fram till 1933
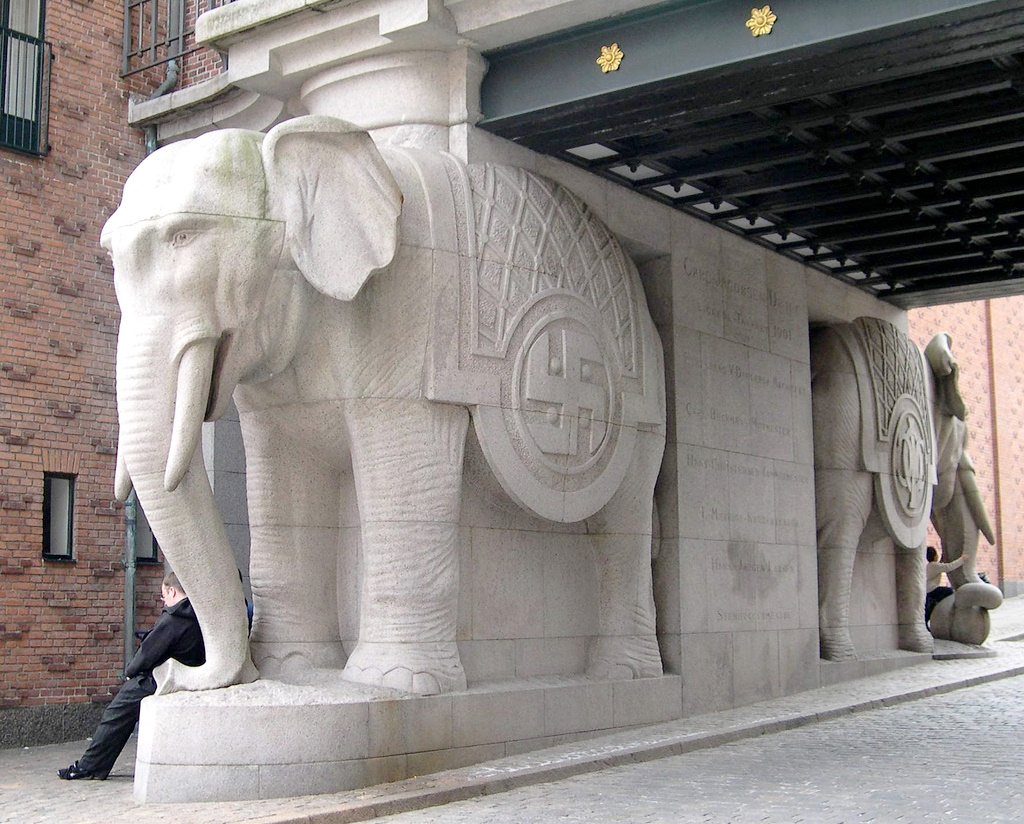
Portal på Carlsbergs bryggeri i Köpenhamn bestående av elefanter försedda med svastika på sidan
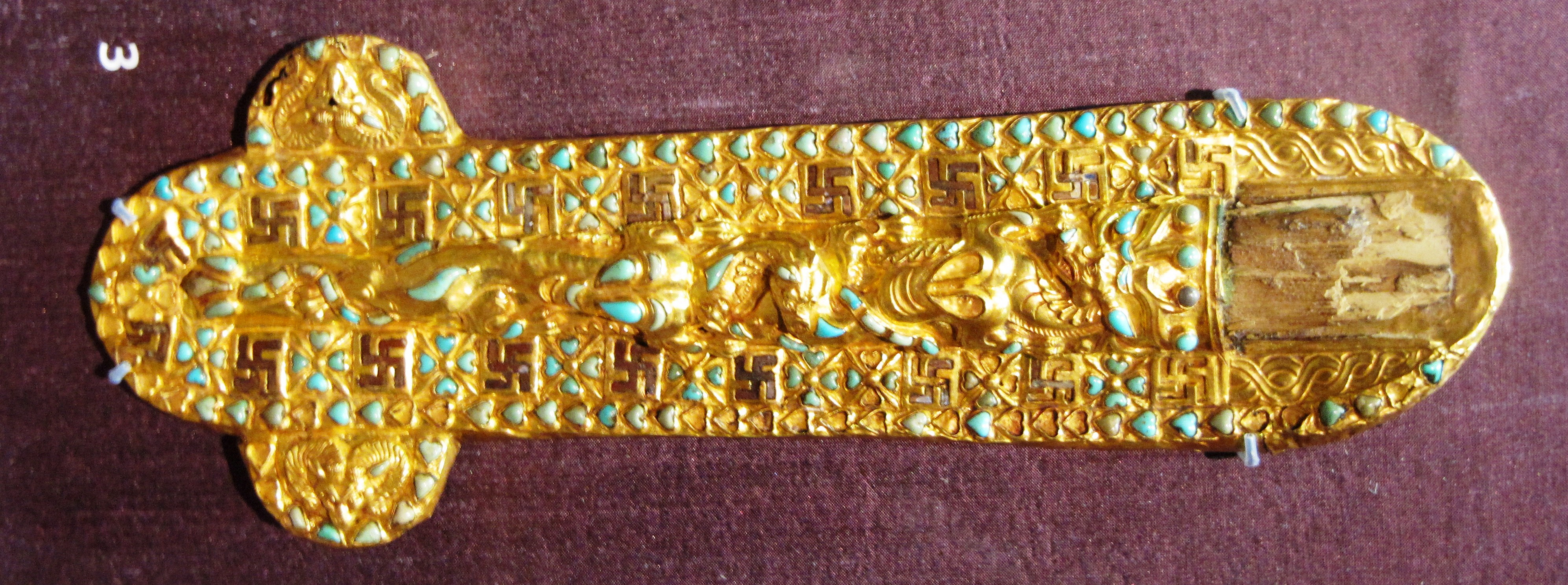
Knivslida funnen i Tillya Tepe i Afghanistan
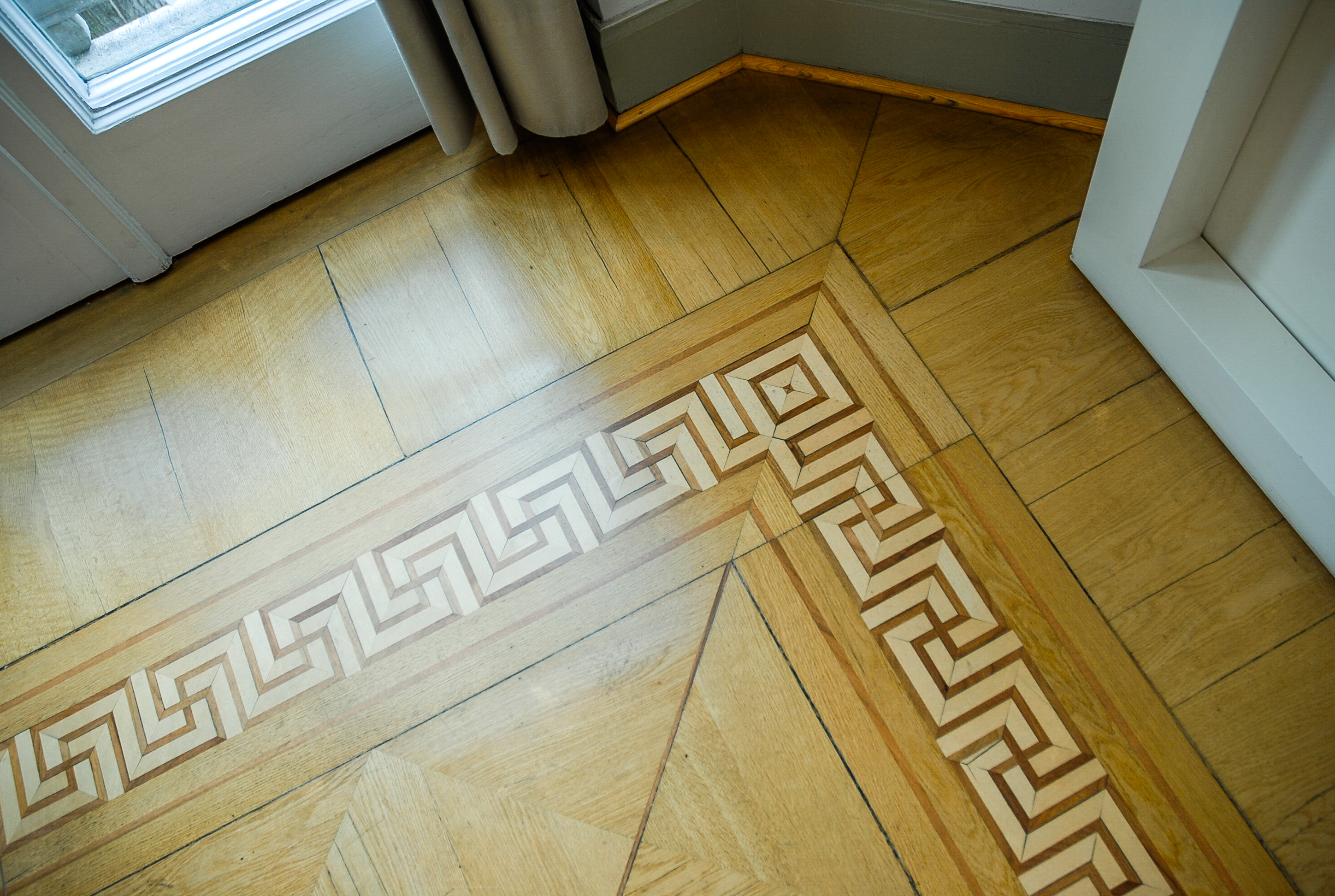
Parkettgolv i form av svastikor i Gedenkstätte Deutscher Widerstand, Bendlerblock, Berlin
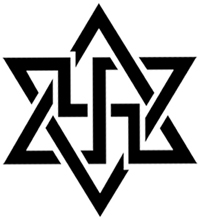
Raëliska rörelsens symbol